# Золотухин, Георгий Иванович
Гео́ргий Ива́нович Золоту́хин (1886, Екатеринодар — не ранее 1942) — русский и советский поэт, издатель, меценат, близкий к кубофутуристам.

## Биография

### Ранние годы
Георгий Золотухин родился в 1886 году в городе Екатеринодар (сейчас Краснодар) в семье крупного землевладельца, который был товарищем прокурора окружного суда.
В 1905 году поступил на юридический факультет Московского университета, однако в 1908 году был отчислен, поскольку не оплатил учёбу.

### Литературная деятельность
В 1915 году издал в Москве первые стихотворные сборники «Опалы» и «Отцы». В то же время познакомился с поэтом и художником, лидером кубофутуристов Давидом Бурлюком и вошёл в его круг. Часто общался с Велимиром Хлебниковым. Кроме того, Золотухин, имея большой капитал (он владел землёй в Тамбовской губернии), стал меценатом футуристов. Он основал издательство «К», в котором в марте 1916 года тиражом 2600 экземпляров вышел сборник «Четыре птицы», который составили стихи Давида Бурлюка, Золотухина, Василия Каменского и Хлебникова. Золотухин стал не только спонсором и автором, но и иллюстратором — в книгу вошли его рисунки. Кроме того, издательство опубликовало роман Каменского «Стенька Разин» (1915). 
«С помощью Золотухина я нажал на издание „Разина“, и вот в ноябре 1915 года, с грехом пополам (цензура много „острого“ выкинула), роман, наконец, вышел в счастливый час: книгу встретили восторженно. В три недели весь „Разин“ разошёлся», — писал Каменский в мемуарах «Путь энтузиаста».
В московской квартире Золотухина проводились встречи футуристов.
Вскоре перебрался в Керчь. В 1916 году издавал здесь газету «Сердце Крыма», открыл школу дикции. В 1917 году полностью разорился.

Обложка книги Георгия Золотухина «Эхизм»

В 1917 году опубликовал экспериментальную поэму «Эхизм». В 1922 году выпустил в Севастополе поэмы «Смертель» и «Восемь тел», кроме того, стал участником коллективного сборника «Из батареи сердца», в который также вошли космопоэма Вадима Баяна «По мостовой тысячелетий», стихи Константина Большакова и статья Марии Калмыковой «Выкидыши литературы».
Помимо собственного творчества занимался переводами. В частности, перевёл стихи армянского поэта Оноприоса Анопьяна, опубликованные в благотворительном сборнике «Помощь», вышедшем в 1922 году в Симферополе.

### Последние годы
После окончания Гражданской войны жил в Крыму, затем в Иваново, публиковался в местной печати. Последняя публикация Золотухина относится к 1924 году.
После 1925 года данных о жизни Золотухина нет за исключением того, что в 1942 году он жил в Самарканде.

## Особенности творчества
Василий Каменский относил Золотухина ко второму поколению футуризма — наряду с Давидом Виленским, Григорием Петниковым, Дмитрием Петровским, Самуилом Вермелем.

Книга Золотухина «Эхизм» — экспериментальная, в ней автор использует редкий приём рифмовки целых стихотворных строк, а не только конечных слогов. Подобные опыты внутристиховых созвучий поэт называл «эхоизмом». 
«Эхист-евфонист Золотухин довёл свою виртуозность в области концевого созвучия, кажется, прямо до шарлатанства», — писал критик Ипполит Соколов в статье «Хартия экспрессиониста».
Золотухин прибегал и к другим экспериментам. Так, в стихотворении «Лесбийская любовь лорнировала лиры…» слова каждого двустишия начинаются с одной буквы.

### Книги
- Опалы. Кн. стихов. — М.: К, 1915.
- Отцы. Кн. стихов. — М. 1915.
- Эхизм. Пророческая поэма, построенная по закону абсолютного отражения природы души звуковых волн. — М., 1917.
- Восемь тел. Поэма. Севастополь: Таран, 1922.
- Смертель. Поэма. Севастополь: Таран, 1922.

### Коллективные сборники
- Четыре птицы. — М.: К, 1916.
- Из батареи сердца. Севастополь: Таран, 1922.

В 2001 году четыре стихотворения Золотухина («Буря внутри…», «Лесбийская любовь лорнировала лиры…», «Писки…» и «Готика») были включены в антологию «Поэзия русского футуризма», вышедшую в серии «Новая библиотека поэта».